# Diario Registrado
Diario Registrado es un portal web argentino de noticias, propiedad del Grupo Indalo. 

## Historia
Pertenecía anteriormente a Diego Gvirtz, su fundador. Produce artículos propios en materia de actualidad, sociedad, economía y opinión. Hasta la adquisición por parte del Grupo Indalo, utilizaba contenidos audiovisuales generados por la productora Pensado Para Televisión (PPT), provenientes de los programas televisivos 6,7,8, Duro de Domar y Televisión Registrada, que cesaron su producción en el año 2015. Su denominación legal es Real Time Solutions S.A. 

## Controversias
En diciembre de 2015 se produjo una serie de ataques informáticos sobre el diario. La mayoría de los usuarios de la empresa Fibertel no podían acceder a la información que brinda esta web. Estos ataques informáticos se produjeron también contra el diario opositor Página 12, que estuvo varios días paralizados por un ataque conjunto contra sus servidores. El fiscal federal Horacio Azzolín, a cargo de la investigación por el hackeo a ambos diarios determinó que al menos 3 mil direcciones de IP del ataque contra el portal del diario se salen desde Fibertel, la compañía proveedora de internet del Grupo Clarín.